# ファイ＝オー＝ロジュ
ファイ＝オー＝ロジュ（Fay-aux-Loges）は、フランス、サントル＝ヴァル・ド・ロワール地域圏、ロワレ県のコミューンである。パリの約130キロメートル南西に位置する。

## 地理
ファイ＝オー＝ロジュは、ロワレ県の県庁所在地であるオルレアンから20キロメートル離れた都市で、モンタルジ(東50キロ)からオルレアンまで流れるオルレアン運河が通っている。ファイ＝オー＝ロジュは、北部がオルレアンの森に接しており、UNESCO世界遺産に2000年に登録されたロワール渓谷に含まれる。南はソローニュ地方となる。

## 歴史

### ローマ以前
現在のオルレアン　ケナブム（Cenabum）はガリアの要塞で、ドルイド僧が毎年集会を開くカルヌト族の主要な町の1つであった。紀元前52年、ガイウス・ユリウス・カエサルによってケナブムと近い村は征服される。

### 中世
11世紀にノートルダム教会が建てられ、13世紀に尖塔が加えられる。

### 近代
1676年からオルレアン運河が建設された。完成後から1954年まで運河は材木や砂や石炭を運ぶ為に使用されていた。
ファイーオーロジュの砂の特徴を活かして1708年にガラス工場が創立された。
1969年に屋外プールが建てられた。

## 文化
ファイーオーロジュでは養蜂家が多く、オルレアンの森の付近とオルレアン運河沿いのアカシアの木の花のお陰で蜂蜜の生産が充実している。
名物はアカシアの小枝のベニエ（揚げ菓子）。ドルイド僧が毎年集会を開くカルヌト族の主要な所で、近代まで魔法使いが居たという。

## 有名人
- ピエール・ポンソン・デュ・テライユ(Pierre Ponson du Terrail) (1829 -1871) フランスの作家。ファイ＝オー＝ロジュに住んだ。
- ヤン・ファン・ベールス（Jan Van Beers、生没年1852-1927)　ベルギー人画家。この地に埋葬された
- クリストバル・バレンシアガ (1895-1972) はファイ＝オー＝ロジュに「レイヌリ城 (château de la Reinerie)を所有していた。
- アウトサイダー・アートの芸術家ピエル・アベザル別名プチ・ピエル(1909-1992)